# Sergueï Gavrov
Sergueï Nazipovitch Gavrov (en russe : Сергей Назипович Гавров), né le 11 mars 1964 à Gorki (RSFS de Russie) est un philosophe russe, anthropologue social, politologue et docteur en sciences philosophiques. Il est professeur à la chaire de sociologie et d'anthropologie sociale de l'institut d'ingéniérie sociale de l'université d'État de design et de technologie de Moscou, professeur de la nouvelle université russe. Il s'est fait connaître comme expert russe dans le domaine de la modernisation des sociétés non occidentales et de celle de la Russie.

## Biographie
Il est directeur de recherche dans le secteur des processus et systèmes socioculturels de l'institut russe de culturologie du ministère de la culture de la fédération de Russie. Il défend sa thèse de candidat au doctorat de théorie et histoire de la culture (sciences philosophiques) sur le thème Culture nationale et interaction interculturelle (aspects théoriques). Sa thèse de doctorat de IIIe cycle soutenue en anthropologie philosophique est intitulée Processus de modernisation en Russie : aspects socioculturels.
Il est l'auteur de plusieurs livres et de plus de 150 articles scientifiques, de rapports internationaux, et russes de congrès, de forums et de séminaires scientifiques.
Il est membre de la rédaction de Individu. Culture. Société («Личность. Культура. Общество»), publié par l'institut de philosophie de l'Académie des sciences de Russie, et de Psychologie de l'élite («Психология элиты»), ainsi que de la commission «Sur l'étude des problèmes complexes de l'homme, de la culture et de la société», fonctionnant dans le cadre du conseil de l'Académie des sciences de Russie «Histoire de la culture mondiale». Sergueï Gavrov est également membre de la Société impériale orthodoxe de Palestine (IPPO).
Sergueï Gavrov estime que:
« Le système impérial russe reste au niveau des stéréotypes mentaux, lorsque toute innovation libérale est soit rejetée soit <…> transformée à l'état de pertinence pour le système. On ne peut pas en dire autant des innovations apportées par la modernisation impériale, qui est toujours intrinsèquement pertinente pour le système. »
Sergueï Gavrov s'intéresse surtout aux thèmes de la modernisation, à la problématique des transformations induites par la modernisation, notamment dans le domaine politique, économique, familial et démographique, pédagogique, socio-culturel, et de la philosophie de l'éducation et ses particularités ethnoculturelles. Il est l'auteur d'essais scientifique sur l'histoire, la théorie et la pratique des transformations macrosociales dues à la modernisation en Russie et dans l'Union eurasiatique, sur la problématique nationale et impériale, sur l'interaction ethnique, interculturelle et entre religions, sur le devenir de la société civile. Il est avec le culturologue Alexeï Kylassov l'auteur de la théorie de l'« ethnosport ».
Il est inclus dans une courte liste de recommandations de scientifiques et d'hommes politiques russes qui ont le mieux reflété la vie politique de la Russie en 1994-2003 dans leurs travaux,.

## Activité littéraire
Il est membre de l'Union des écrivains de Moscou, il est également publiciste et critique littéraire. Ses articles paraissent dans les revues Amitié des peuples (Дружба народов), Étoile (Звезда), La Bannière (Знамя), Néva (Нева), 22, etc.

## Expertise
Il travaille ou a travaillé en tant qu'expert pour «Finam-info», le centre eurasien Lev Goumilev, le site d'actualité Regard (Vzgliad),,,, et d'autres sites en ligne. Il a pris la parole dans les émissions Le Tribunal du temps, Andropov : serrer les vis ou politique à double fond ? sur la chaîne de télévision Pétersbourg - 5e chaîne, dans le talk-show de Vladimir Soloviov, Duel («Поединок»). Il a participé à diverses tables rondes de la revue Néva, comme «Vingt ans après: août 1991», «Pour le 1150e anniversaire de la fondation de l'État russe», et autres présentations, notamment concernant la position russe vis-à-vis de la construction d'un nouvel ordre mondial.

## Quelques travaux
- Модернизация во имя империи. Социокультурные аспекты модернизационных процессов в России [La modernisation au nom de l'empire. Aspects socioculturels des processus de modernisation en Russie], Moscou, éd. Эдиториал УРСС, 2004 (rééd. 2010). —  (ISBN 978-5-354-00915-2).
- Модернизация России: постимперский транзит [Modernisation de la Russie : transit post-impérial], Moscou, éd. МГУДТ, 2010. —  (ISBN 978-5-87055-116-6)
- Историческое изменение институтов семьи и брака [Le Changement historique des institutions de la famille et du mariage], Moscou, éd. МГУДТ, 2009. —  (ISBN 5-87055-108-0).
- Социокультурная традиция и модернизация российского общества [La Tradition socioculturelle et la modernisation de la société russe], Moscou, éd. МГУКИ, 2002. —  (ISBN 5-94778-020-8).
- Национальная культура и модернизация общества [Culture nationale et modernisation de la société], Moscou, 2003.
- Boris Bim-Bad, Sergueï Gavrov, Модернизация института семьи: макросоциологический, экономический и антрополого-педагогический анализ [La Modernisation de l'institution de la famille. Analyse macrosociologique, économique et anthropologo-pédagogique], Moscou, in: «Интеллектуальная книга — Новый хронограф» [Livre intellectuel. Nouveau chronographe], 2010, 342 pages. —  (ISBN 978-5-94881-139-0),  (ISBN 978-5-902699-03-3).
- Sergueï Gavrov, Iou. Mikliaïeva, O. Lopatina, Воспитание как антропологический феномен. Учебное пособие [L'éducation comme phénomène anthropologique. Didacticiel.], Moscou, éd. Forum, 2011, 240 pages,  (ISBN 978-5-91134-545-7).
- Mikhaïl Epstein, Valentin Bajanov, Boris Gubman, Sergueï Gavrov, et alii, Коммуникативный универсум духовной культуры. Монография. [Univers communicatif de la culture spirituelle. Monographie], Moscou, éd. Российский новый университет (РосНОУ), 2015, 288 pages,  (ISBN 978-5-89789-104-7)